# Kim Ian
Kim Ian (en hangul, 김이안; en hanja, 金李安) (28 de marzo de 1987) (nacido como Kim Bo Ryung) es un actor surcoreano.

## Carrera
Kim Ian puede tocar el clarinete y en sus pasatiempos incluyen fútbol, taekwondo, saxofón y piano. 
Kim Ian está bajo la agencia de talentos SM Entertainment.
Hizo su primera aparición en la publicidad de F(x) para la colección de invierno de K-Swiss en el 2010. Fue el reemplazo temporal de Amber para el photoshoot en Petite France (Gapyeong-gun, Gyeonggi).
Hizo su primera aparición televisiva en Idol Star Athletics Championships de 2011, estuvo en el equipo A junto a sus compañeros de agencia SHINee, Super Junior, TRAX y The Grace - Dana & Sunday.
En 2011, trabajó en el musical Singin' In The Rain como Donghyun. En 2012, trabajó en su segundo musical llamado Fantasy Couplecomo Jang Chul Soo junto a su compañera de agencia Sunday de The Grace, el musical está basado en el drama del mismo nombre transmitido el 2006.
En julio de 2012, fue confirmado para el rol de Na Chul Soo en To The Beautiful You, adaptación coreana del exitoso manga Hana Kimi.
En enero del 2013, apareció en el video musical de Girls' Generation para su canción "I Got a Boy"-

## Filmografía

### Películas
- 2014: Fashion King como Hyuk Soo.

### Series de Televisión (Dramas)
- 2014: Sweden Laundry como Park Ki Joon.
- 2012: To The Beautiful You como Na Chul Soo.

### Musicales de Teatro
- 2013: Summer Snow.
- 2012: Fantasy Couple.
- 2011: Singin' In The Rain.

### Aparición en videos musicales
- 2013: "I Got a Boy" de Girls' Generation.